# Bežični prijenos energije
Bežični prijenos energije ili bežično slanje energije je proces koji se odvija u bilo kojem sustavu gdje se električna energija prenosi od izvora do trošila, bez spajanja istih u električni sklop. Bežični prijenos je savršen u slučajevima kada je potreban trenutan ili stalan prijenos energije, ali je spajanje žicama nezgodno, opasno ili nemoguće.
Iako su osnovni principi u oba slučaja povezani, ovaj prijenos se razlikuje od bežičnog prijenosa informacija (kao na primjer u radiju), gdje je postotak energije koji je zaprimljen jedino bitan ako postane premali da bi se razlučio signal. S bežičnim prijenosom energije, učinkovitost je važniji uvjet što stvara važne razlike između ovih dviju tehnologija.

## Povijest
- 1864: James Clerk Maxwell je napravio matematički model ponašanja elektromagnetskog zračenja.
- 1888: Heinrich Rudolf Hertz je potvrdio postojanje elektromagnetskog zračenja. Hertzov "stroj za stvaranje elektromagnetskih valova" je opće prihvaćen kao prvi radio odašiljač.
- 1894: Jagdish Chandra Bose je potpalio barut i zazvonio udaljenim zvonom koristeći elektromagnetske valove, pokazujući da se komunikacijski signali mogu slati bez upotrebe žica.[1][2]
- 1895: Jagdish Chandra Bose je poslao signale na udaljenost od skoro tri kilometra.[1][2]
- 1897 Guglielmo Marconi je poslao Morsovu abecedu na udaljenost od 6 km.
- 1897: Nikola Tesla (izumitelj radija,[3] mikrovalova i izmjenične struje) patentira svoje prve patente u vezi Wardenclyffe tornja.
- 1900: Marconi nije dobio patent za radio u Sjednjenim Američkim Državama. Ured za patente je napomenuo da "Marconijevo glumljeno neznanje principa "Teslinog oscilatora" je skoro apsurdno...".[4]
- 1901: Guglielmo Marconi je prvi poslao i primio signale preko Atlantskog oceana. Inženjer Otis Pond, koji je radio za Teslu, rekao je: "Izgleda da vas je Marconi preduhitrio." Tesla mu je odgovorio: "Marconi je dobar momak. Pusti ga. On koristi sedamnaest mojih patenata."
- 1904: Na Svjetskom sajmu u St. Louisu ponuđena je nagrada za uspjeh u pokretanju motora cepelina od 0,1 konjske snage (75 W) energijom poslanom bežično, na udaljenost od 30 m.[5]
- 1926: Shintaro Uda i Hidetsugu Yagi objavili su prvi rad o Udinom "podešenoj visoko-dobitnojtuned direkcijonalnom skupu"[6] poznatijem kao Yagi antena.
- 1964: William C. Brown je pokazao na vijestima CBS-a, zajedno s Walterom Cronkitom, model helikoptera na mikrovalni pogon, koji je svu energiju potrebnu za let dobivao od mikrovalne zrake. Između 1969. i 1975. Brown je bio tehnički direktor JPL Raytheon programa koji je prenio 30 kW preko udaljenosti od 2.5 km s 84% učinkovitošću.
- 1975: Goldstone Deep Space Communications Complex je izvršio pokuse s desetcima kilovata.[7][8][9]
- 2008: Intel je pokazao kako se može bežično poslati energija da bi se upalila žarulja sa 75% učinkovitošću prijenosa.

## Veličina, udaljenost i učinkovitost
Veličina dijelova je uvjetovana udaljenošću od odašiljača do prijemnika, valna dužina i Rayleighov kriterij ili difrakcijski limit, korišteni u standardnom RF (Radio Frekvencija) dizajnu antena, koji se također primjenjuje na laserima.
Rayleighjev kriterij određuje da će se svaka zraka raširiti (mikrovalna ili laserska) i postati slabija, te difuzirati s udaljenošću. Što je antena odašiljača ili izvor lasera veći to je zgusnutija zraka i manje će se raspršiti preko udaljenosti (i obrnuto). Manje antene također imaju značajne gubitke zbog smetnji.
Tada se razina snage izračunava kombinacijom ovih parametara, i zbrajanjem dobitaka i gubitaka zbog osobina antene i prozirnosti medija kroz koji zračenje prolazi. Ovaj proces je poznat kao izračunavanje budžeta povezivanja.
Na kraju, valna širina je fizički određena difrakcijom koja proizlazi iz odnosa veličine tanjura odašiljača u odnosu na valnu dužinu elektromagnetskog zračenja kojim se stvara zraka. Mikrovalno slanje snage može biti učinkovitije od lasera, i manje je sklono smanjenju intenziteta u atmosferi zbog prašine ili vodene pare.

## Prijenos na manje udaljenosti
To su načini za bežični prijenos energije na udaljenosti usporedive ili nekoliko puta veće od propmjera uređaja.

### Indukcija
Rad električnog transformatora je najjednostavniji oblik bežičnog prijenosa energije. Primarni i sekundarni sklop transformatora nisu izravno spojeni. Prijenos energije se odvija pomoću elektromagnetske zavojnice u procesu poznatom kao obostrana indukcija. (Dodatna korist je mogućost povećanja ili smanjivanja napona.) Punjač baterija na električnoj četkici za zube je primjer kako se može koristiti ovaj princip. Ipak, glavna mana indukcije je kratak domet. Prijemnik mora biti veoma blizu odašiljača ili induktora da bi se mogao indukcijski spojiti s njim.

### Rezonantna indukcija
2006. godine, Marin Soljačić i drugi istraživači na Massachusettskom Institutu Tehnologije primijenio je ponašanje na male udaljenosti dobro poznato u elektromagnetskoj teoriji da bi napravio bežični prijenos energije utemeljen na uparenim rezonatorima. U teoretskoj analizi pokazali su to šaljući elektromagnetske valove uokolo u veoma kutnom usmjerivaču valova, stvoreni su evanescentni valovi koji ne nose energiju. Ako se pravilan rezonantan usmjerivač valova prinese odašiljaču, evanescentni valovi mogu omogućiti energiji da prođe "tunelom" (posebice spoj evanescentnim valovima, elektromagnetski ekvivalent "tunela") do usmjerivača valova, koji djeluje kao trošilo, gdje mogu biti ispravljeni u istosmjernu struju. Budući da bi elektromagnetski valovi prošli tunelom ne bi se kretali kroz zrak da budu raspršeni ili ometani, a oni ne bi ometali električne uređaje ili uzrokovali fizičke ozljede poput mikrovalova ili kako bi to mogao uzrokovati radio prijenos valova. Istraživači očekuju domet od do 5 metara za prvi uređaj i trenutno rade na prototipu.
Dana 7. srpnja 2007. objavljeno je da je prototipni sistem uspješno primijenjen. Istraživači s MIT-a su uspješno pokazali sposobnost da pokrenu žarulju od 60 vata pomoću izvora energije koji je bio udaljen dva metra s otprilike 40%-tnom učinkovitošću.
"Rezonantni induktivni spoj" ima dva ključna faktora u rješavanju problema povezanih s ne-rezonantnim indukcijskim spojem i elektromagnetskim zračenjem, od kojih je jedno uzrokovano drugim; udaljenost i učinkovitost. Elektromagnetska indukcija radi tako da prva zavojnica stvara uglavnom magnetsko polje, dok je druga zavojnica postavljena u tom polju tako da je struja inducirana u njene zavoje. To uzrokuje relativno kratak domet zbog količine energije potrebne da bi se proizvelo elektromagnetsko polje. Na većim udaljenostima je metoda ne-rezonantne indukcije neučinkovita i troši puno energije samo za povećanje dometa. Ovdje u pomoć priskače rezonancija i dramatično povećava učinkovitost tako što šalje magnetsko polje kroz "tunel" do prijamne zavojnice koja je na istoj frekvenciji rezonacije. Za razliku od višeslojne druge zavojnice ne-rezonantnog transformatora, takva prijamna zavojnica ima jedan sloj (tkzv. solenoid) s usko razmaknutim kondenzatorskim pločicama na svakom kraju, koje u kombinaciji omogućuju zavojnici da bude podešena na frekvenciju odašiljača, tako uklanjajući golem gubitak energije prisutan u valnom prijenosu i omogućujući energiji da se fukusira na jednoj frekvenciji, time povećavajući domet.
Počevši od ranih 60-ih 20. stoljeća rezonantni indukcijski bežični prijenos energije je uspješno korišten u usadivim liječničkim napravama uključujući uređaje poput pejsmejkera i umjetnih srca. Dok su rani sistemi koristili rezonantnu prijamnu zavojnicu, kasniji sistemi također primjenjuju i rezonantne odašiljačke zavojnice. Ovi liječnički uređaji su osmišljeni tako da imaju veliku učinkovitost koristeći elektroniku male snage i uzimajući u obzir malu neusklađenost i dinamičko svijanje zavojnica. Udaljenost između zavojnica u usadivim uređajima je obično manja od 20 cm. Danas se rezonantni indukcijski prijenos energije redovno koristi za opskrbu električnom energijomu mnogim komercijalnim usadivim liječničkim uređajima.
Bežični prijenos energije za eksperimente u pokretnju električnih automobila i autobusa je uređaj velike snage (>10 kW) koji koristi induktivni prijenos energije. Visoki nivo snage je nužan za brzo punjenje baterija, a velika učinkovitost je potrebna zbog isplativosti i da bi se izbjegao negativan utjecaj sistema na okoliš. Test eksperimentalne ceste s električnim poljem sagrađen oko 1990. postigao je 80% energetske učinkovitosti dok je punio bateriju (prototipnog) autobusa na specijalno opremljenoj autobusnoj postaji. Autobus je bio opremljen uvlačivom prijamnom zavojnicom zbog lakše vožnje. Udaljenost između odašiljača i prijamne zavojnice bio je predviđen na 10 cm pri punoj snazi. Osim u autobusima, korištenje bežičnog prijenosa energije istraživano je i za električne automobile, tj. njihova parkirna mjesta i garaže.
Neki od ovih uređaja za bežičnu rezonantnu indukciju rade na niskim milivatnim razinama snage i pokreću ih baterije. Drugi rade na većim kilovatnim razinama snage. Trenutni usadivi liječnički i uređaji za elektrifikaciju cesta su osmišljeni da postignu više od 75% učinkovitosti pri prijenosu dok je udaljenost između odašiljača i prijamne zavojnice manja od 10 cm.